# Aabybro Efterskole
Sportsteferskolen Aabybro er en efterskole i Aabybro i Jammerbugt Kommune.
I sommerperioden tilbyder skolen sommercamps til unge med fokus på forskellige idrætsgrene som fodbold, dans eller spring.
Skolen har ydermere et samarbejde med eliteklubberne AaB samt Fortuna Hjørring.

## Historie
Skolen startede som højskole i 1877. Efter starten som højskole blev skolen til efterskole under navnet Åbybro Ungdomsskole. I 2012 skiftede skolen navn til Aabybro Efterskole. I takt med at skolen fik en stigende sportslig profil skiftede skolen navn i 2020 til Sportsefterskolen Aabybro

## Linjefag
Efterskolen har fokus på boglig undervisning og idræt gennem interesselinjer i 
- Fodbold
- Spring
- Dans
- Ski og snowboard
- Fitness
- Håndbold